# Geografía de Artsaj

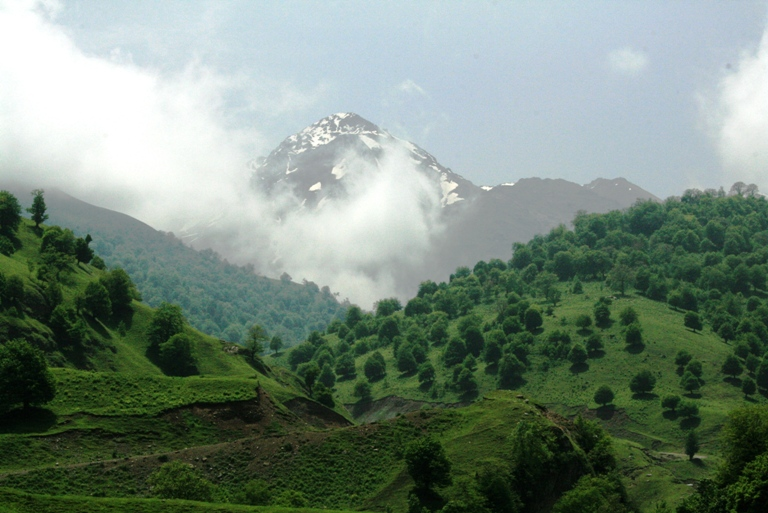
Murovdag, el pico más alto en Artsaj.

La República de Artsaj es montañosa, una característica que le ha dado su antiguo nombre (del ruso para "Karabaj montañoso / Highland"). Tiene una superficie de 11.500 km², en la frontera con Armenia, Azerbaiyán y Irán. Los picos más altos del país son Murovdag a 3340 m, y Mount Kirs a 2725 m. El cuerpo de agua más grande es el embalse de Sarsang, y los principales ríos son los ríos  Terter y  Khachen. El país se encuentra en una meseta que desciende hacia el este y sudeste, con una altitud media de 1097 m  sobre el nivel del mar. La mayoría de los ríos en el país fluyen hacia el Valle Artsakh.
El clima es templado y templado. La temperatura promedio es de 11 °C, que fluctúa anualmente entre 22 °C en julio y -1 °C en enero. La precipitación promedio puede llegar a 710 mm en algunas regiones, y es nebulosa durante más de 100 días al año.
Existen más de 2.000 tipos de plantas en Artsakh, y más del 36% del país está cubierto de bosques. La vida vegetal en las estepas consiste principalmente de vegetación semidesértica, mientras que los ecosistemas de zona subalpina y tundra alpina se pueden encontrar sobre el bosque en las tierras altas y montañas.